# Sevnica

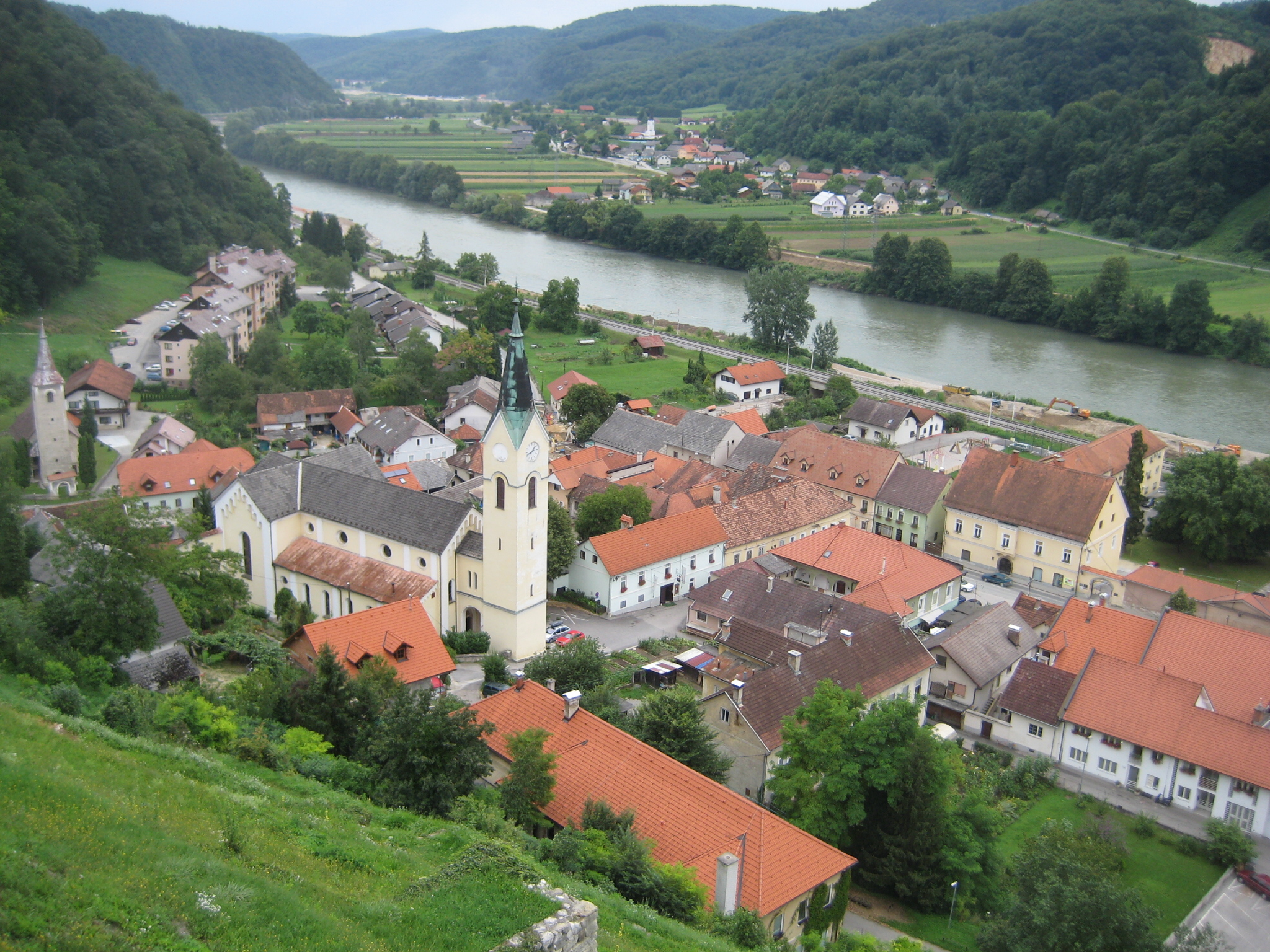
Sevnica

Sevnica är en stad och kommun i centrala-östra Slovenien med 4 993 invånare (2012).
Under 1200- och 1300-talen var det tyska namnet på staden Liechtenwalde.
USA:s första dam Melania Trump växte upp i Sevnica.